# 栗子麵窩頭
栗子麵窩頭是北京宫廷食品。“窩頭”是一種圆锥型，下方有一個凹窩的蒸炊麵食，最早由玉米粉製成，是基層人民的滿足民生需求果腹的食品。
栗子麵窩頭是由窩頭改良得來，其中並無栗子的成分，只是因為慈禧享用過，所以曾經謠傳在當時曾用非常昂貴的栗子磨粉做的。目前，栗子麵窩頭在坊間宣稱販售「御膳」的餐飲店家有販售。

## 典故
相傳慈禧在八國聯軍侵入北京時，西逃途中飢餓難耐，有一民間婦人给了她一個大窩頭，慈禧吃了覺得美味。慈禧回宫後，有一日突然憶起窩頭的滋味，便吩咐御廚製作。御廚不敢製作平民吃的大窩頭给慈禧，於是費盡心思，將打磨細緻的玉米粉，摻入大量黃豆粉、白糖和糖桂花，將其做成吃起來香甜柔軟，具有栗子口感的小窩頭供慈禧享用。
在國民革命後，宫廷點心配方流入民間，使得民眾得以按照此配方，製作出一顆顆的被稱為栗子麵窩頭的點心。